# リュンコス
リュンコス（古希: Λύγκος, Lynkos）は、ギリシア神話の人物で、スキュティアの王、あるいはシチリアの王である。トリプトレモスが穀物を持って農耕を伝えるためにスキュティアにやってきたとき、リュンコスは穀物を人々に与えるという名誉ある功績を横取りしたくなった。そこでリュンコスはトリプトレモスを客人としてもてなした後で、眠っている間に殺そうとした。しかしそのときデーメーテールはリュンコスをヤマネコに変え、トリプトレモスを救った。